# Hans Joachim Toll
Hans Joachim Toll (* 18. September 1900 in Hannover; † 1. Februar 1978 ebenda) war ein deutscher Journalist und Schriftsteller. Er ist vor allem durch sein Hannoversches Wörterbuch bekannt.

## Leben
Hans Joachim Toll studierte Bauingenieurswesen an der Technischen Hochschule Hannover, brach sein Studium jedoch nach dem Vorexamen ab. Seit den 1920er Jahren arbeitete er als Lokalredakteur beim Hannoverschen Kurier, schrieb jedoch auch „Humoriges“ in der satirischen Wochenschrift Simplicissimus.
Nach dem Ende des Zweiten Weltkrieges arbeitete Toll als Redakteur beim durch Rudolf Augstein in Hannover neu gegründeten Magazin Der Spiegel. Gemeinsam mit Werner Hühne galt er dort als bürgerlicher Redakteur, über die der nach dem Krieg für die Zulassung des Magazins zuständige britische Major John Seymour Chaloner sagte: „Ich nahm die besten Leute von den Regionalzeitungen.“
Nachdem er vorübergehend in Düsseldorf für die Zeitschrift Elegante Welt tätig gewesen war, ging er zwecks Leitung der Lokalredaktion der Neuen Presse (NP) wieder in seine Heimatstadt zurück, um dort zuletzt bis zum stellvertretenden NP-Chefredakteur aufzusteigen.
Hans Joachim Toll blieb auch posthum bekannt, vor allem durch sein Hannoversches Wörterbuch, das, in verschiedenen Namensvarianten und von verschiedenen Verlagen publiziert, eine mehrere Bändchen umfassende Sammlung wurde von typischen hannoverschen Redewendungen, Wörtern der Mundart sowie Bräuchen und Eigenarten der Hannoveraner.
Die 1986 im hannoverschen Stadtteil Badenstedt angelegte Straße Hans-Joachim-Toll-Weg wurde nach ihm benannt.

## Schriften (Auswahl)
- Der chronische Chronist. Mit vergnügter Feder durch den Alltag, Berlin: Scherl, 1942
- Die Nacht vor dem Tag ohne Sonne. Ein Dokumentarbericht von Leben und Tod der Stadt Hannover, Sonderdruck des Dokumentarberichts, erschienen in der Hannoverschen Presse, Hannover: Hannoversche Druck- und Verlagsgesellschaft, [1953]
- mit Franziska Bilek (Ill.): Ulrike und der Herr vom Kap. Ein Gespräch über Hannover, Hannoveraner und Hannoversches, 1.–3. Tsd., Hannover: Beeck, 1953
- mit Heinz Lauenroth (Bilder): 15 Jahre. Bilddokumente einer Stadt [die neu aufgebaut wurde] (deutsch/englisch), 2. Auflage, Hannover: Steinbock-Verlag, 1960
- Hannover in den Jahren vor 1914 (= Sonderausstellung, Bd. 70), Katalog zur gleichnamigen Ausstellung in der Schalterhalle der Sparkasse der Hauptstadt Hannover, Hannover: Sparkasse der Hauptstadt Hannover, um 1971
- mit Hanns Jatzlau (Zeichnungen): Hanno dazumal. Ein Album mit Erinnerungen für Eltern und Grosseltern und wahren Märchen für Kinder und Grosskinder, Hannover: Sparkasse der Hauptstadt Hannover, 1971
- mit Hansjürgen Weidlich, Ulrich Stille: Hannover, so wie es war. Ein Bildband, 3., verbesserte Auflage, Düsseldorf: Droste, 1972, ISBN 3-7700-0173-7
- Wolfgang Hausmann (Hrsg.): Fluch im Paradies und andere hannoversche Kleinigkeiten, Hannover: Leuenhagen und Paris [o. D., 1978?]
- Hannoversches Wörterbuch. Feesche, Hannover 1980, ISBN 3-87223-028-X.
  - Hannoversches Wörterbuch. Die Hannoversche Umgangssprache. britzen, keine Lusten, Brieten, Hahnjökel, Handuhle, Schnoppentönnjes, Prökel, Lodderbast, Tunegel, neu bearbeitet und ergänzt von Friedrich Wilhelm Netzel, Leuenhagen und Paris, Hannover 2009, ISBN 978-3-923976-68-3.
- mit Karl Heinz Richard (Zeichn.): Hannover ... wie es lacht, Sonderausgabe in Lizenz des Verlages Stürtz, Würzburg, Würzburg: Flechsig, 2002, ISBN 3-88189-423-3